# Stars (THE YELLOW MONKEYの曲)
「Stars」（スターズ）は2017年10月27日に発売されたTHE YELLOW MONKEYの配信シングル。

## 概要
THE YELLOW MONKEYは、2017年9月より3か月連続配信リリースを企画した。この企画の第1弾は、吉井和哉が敬愛するロックスター・デヴィッド・ボウイのアルバム『ジギー・スターダスト』の収録曲「ジギー・スターダスト」（屈折する星くず）のカバーであり、2017年9月13日にAmazonより発売された。
「Stars」は3か月連続配信リリース第2弾としてAmazon、iTunes Store、レコチョク他、各配信サイトより10月27日に発売された。
「Stars」のテーマは、「地味派手」。2017年12月に行われる東京ドーム公演や福岡ドーム公演に向けた「ドーム映えする楽曲」として制作された。レコーディングは一発録りという緊迫した状況下で行われ、年代物のサウンドと最新技術が織り交ぜられた楽曲に経験豊富なミュージシャンによる大人の余裕がみられる。そこには「今のTHE YELLOW MONKEY」が濃縮されている。
「Stars」は2017年10月13日のJ-WAVE『〜JK RADIO〜TOKYO UNITED』でラジオ初オンエアとなった。
テレビの初演奏は2017年11月10日のテレビ朝日『ミュージックステーション』で、このテレビ出演に寄せて吉井は「デヴィッド・ボウイのことを想って作りました」とコメントした。この番組内で吉井は、東京ドームにおいて人生で最初に観賞した公演がデヴィッド・ボウイであり、かつてTHE YELLOW MONKEYが2001年1月8日の東京ドーム公演を最後に活動を休止したその日がボウイの誕生日であり、2016年1月8日にTHE YELLOW MONKEY再結成を発表し、2日後の1月10日にボウイが死去したという、吉井の「心の師」であるボウイとの関係において感じている「運命的なもの」を語った。
2017年11月29日には映画『オトトキ』の主題歌で菊地英昭が作詞・作曲をした新曲「Horizon」が3か月連続配信リリース第3弾として配信リリースされた。

## 収録曲
1. Stars - 4:06
（作詞・作曲：吉井和哉 / 編曲：THE YELLOW MONKEY）
ミキシングに日本国外からMario J. McNultyが参加した[12]。

## 使用
- 石川テレビ 「N-18 凸」 - 2017年11月度エンディングテーマ
- くまもと県民テレビ 「テレビタミン」 - 2017年11月度エンディングテーマ
- くまもと県民テレビ 「ROCKET COMPLEX」 - 2017年11月度エンディングテーマ

## ミュージック・ビデオ
ミュージック・ビデオはシングルの発売日となる2017年10月27日に公開された。奇妙なコスチュームのダンサーたちの風変わりな踊りは、振付師ユニットair:manによるもので、クールでスタイリッシュでありつつユーモアのある作品となっている。
ミュージック・ビデオの監督は中村剛。中村は2017年5月のベストアルバム『THE YELLOW MONKEY IS HERE.』のミュージック・ビデオ『TYM's hacking movie』でも監督を務めた。
MTVジャパンは10月27日の公開日から「Stars」ミュージック・ビデオを放送し、翌月となる11月前期のMTV「BUZZ CLIP」に「Stars」を採用した。
2017年11月12日にオンエアされたスペースシャワーTVによるミュージック・ビデオのランキング番組『SPACE SHOWER COUNTDOWN 50』で初登場5位。